# کوئرستین
کوئرستین (به انگلیسی: Quercetin) یک فلاونوئید از نوع فلاونول است که به‌طور گسترده در طبیعت یافت می‌شود. این ترکیب در بسیاری از میوه‌ها، سبزیجات، برگ‌ها، دانه‌ها و غلات وجود دارد. به‌عنوان مثال، کبر، پیاز قرمز و کلم برگ از منابع غنی آن هستند. کوئرستین طعمی تلخ دارد و در مکمل‌های غذایی، نوشیدنی‌ها و غذاها به‌کار می‌رود. در مکمل‌های غذایی، شراب‌ها، یا غذاها هم می‌شود از آن استفاده می‌گردد.
کوئرستین از انواع پلی‌فنول و فلاونوئیدهای موجود در قهوه نیز هست. این ماده در خواص آنتی‌اکسیدانی، ضد سرطان، ضد ویروس، ضد التهاب قهوه نقش دارد. همچنین، کوئرستین با رادیکال‌های آزاد مقابله کرده و به تقویت جریان مواد مغذی در رگ‌های خونی کمک می‌کند.
کوئرستین یکی از فراوان‌ترین فلاونوئیدهای رژیمی است که میانگین مصرف روزانهٔ آن بین ۲۵ تا ۵۰ میلی‌گرم تخمین زده می‌شود. منابع غذایی حاوی کوئرستین عبارت‌اند از:
کبر خام: ۲۳۴ میلی‌گرم در ۱۰۰ گرم
برگ‌های انگدان خام: ۱۷۰ میلی‌گرم در ۱۰۰ گرم
برگ‌های تربچه: ۷۰ میلی‌گرم در ۱۰۰ گرم
پیاز قرمز: ۳۲ میلی‌گرم در ۱۰۰ گرم
کلم برگ: ۲۳ میلی‌گرم در ۱۰۰ گرم

در پیاز قرمز، بالاترین غلظت کوئرستین در لایه‌های بیرونی و نزدیک به ریشه یافت می‌شود. همچنین، مطالعات نشان داده‌اند که گوجه‌فرنگی‌های ارگانیک ۷۹٪ بیشتر از نوع غیرارگانیک کوئرستین دارند.

## زیست‌سنتز در گیاهان
در گیاهان، کوئرستین از طریق مسیر فنیل‌پروپانوئید سنتز می‌شود. این مسیر شامل تبدیل فنیل‌آلانین به ۴-کومارویل-کوآ و سپس ترکیب آن با مالونیل-کوآ برای تشکیل تتراهیدروکسی‌چالکون است. این ترکیب به نارینجنین تبدیل می‌شود و در نهایت، از طریق آنزیم‌های مختلف به کوئرستین تبدیل می‌گردد.

## گلیکوزیدهای کوئرستین
کوئرستین به‌عنوان آگلیکون در ترکیب با قندها، گلیکوزیدهای مختلفی را تشکیل می‌دهد، از جمله:
روتین (کوئرستین-۳-او-روتینوزید)
کوئرسیترین (کوئرستین-۳-او-رهمنوزید)
ایزوکوئرستین (کوئرستین-۳-او-گلوکوزید)
هایپروساید (کوئرستین-۳-او-گالاکتوزید)
اسپیرائوزید (کوئرستین-۴'-او-گلوکوزید)

این گلیکوزیدها در گیاهان مختلفی مانند مرکبات، گندم سیاه و پیاز یافت می‌شوند.

## داروشناسی و سوخت‌وساز

### داروشناسی
در انسان، زیست‌دسترسی کوئرستین پس از مصرف خوراکی بسیار پایین است (کمتر از ۱٪). پس از تزریق وریدی، کوئرستین به‌سرعت متابولیزه می‌شود و نیمه‌عمر آن حدود ۲٫۴ ساعت است. مصرف کوئرستین همراه با غذاهای پرچرب یا غنی از کربوهیدرات می‌تواند جذب آن را افزایش دهد.

### سوخت‌وساز
کوئرستین به‌سرعت از طریق گلوکورونیداسیون متابولیزه می‌شود و متابولیت‌هایی مانند کوئرستین-۳-گلوکورونید، کوئرستین-۳'-سولفات و کوئرستین-۳'-گلوکورونید را تشکیل می‌دهد. این متابولیت‌ها نیمه‌عمری حدود ۱۱–۱۲ ساعت دارند. همچنین، کوئرستین مهارکنندهٔ قوی آنزیم‌های سیتوکروم P450 مانند CYP3A4 و CYP2C19 است که می‌تواند بر متابولیسم داروها تأثیر بگذارد.

## ایمنی غذایی
در سال ۲۰۱۰، سازمان غذا و داروی ایالات متحده (FDA) کوئرستین با خلوص بالا را به‌عنوان ماده‌ای که «به‌طور کلی ایمن شناخته می‌شود» (GRAS) برای استفاده در دسته‌های غذایی مشخص تا سطح ۵۰۰ میلی‌گرم در هر وعده تأیید کرد.

## ادعاهای سلامتی
اگرچه کوئرستین در تحقیقات پایه و برخی آزمایش‌های بالینی کوچک مورد بررسی قرار گرفته است، اما شواهد علمی با کیفیت بالا برای حمایت از استفادهٔ آن در درمان سرطان یا سایر بیماری‌ها وجود ندارد. FDA به چندین تولیدکننده هشدار داده است که تبلیغات آن‌ها دربارهٔ کوئرستین به‌عنوان درمان بیماری‌ها بدون تأیید رسمی است.

## ایمنی
تحقیقات کمی دربارهٔ ایمنی مصرف مکمل‌های کوئرستین در انسان انجام شده است. به‌ویژه، اطلاعات کافی دربارهٔ تأثیر آن بر زنان باردار، شیرده، کودکان و نوجوانان وجود ندارد. همچنین، کوئرستین می‌تواند با داروها تداخل داشته باشد و اثرات آن‌ها را تغییر دهد.